# Écluse de Villepinte
L'écluse de Villepinte est une écluse à chambre unique du canal du Midi. Construite vers 1674, elle se trouve à 77,4 km de Toulouse à 130 m d'altitude. Les écluses adjacentes sont l'écluse de Sauzens à l'est et l'écluse de Tréboul, à l'ouest.
Elle est située sur la commune de Villepinte dans le département de l'Aude en région Occitanie.